# 瑞他鲁肽
瑞他鲁肽（英語：Retatrutide，研发代号：LY-3437943）是由美国礼来制药公司开发的一种用于治疗肥胖症的实验性药物。它是一种三重胰高血糖素荷尔蒙受体激动剂（GLP-1、GIP和GCGR受体）。在一项II期临床试验中，该药物已被证明可使非糖尿病但肥胖或肥胖前期（超重）的成年人平均体重减轻17.5%以上。在试验中，接受最高剂量（12毫克）的受试者在48周后平均体重减轻了24.2%。